# Manassé (Juda)
Pour les articles homonymes, voir Manassé.
Manassé (hébreu : מנשה), fils d'Ézéchias, est roi de Juda durant 55 ans, dans la première moitié du VIIe siècle av. J.-C. ([-697?]-687,-642). 
Il réorganise le royaume de Juda après les destructions infligées au royaume pendant la campagne de Sennachérib et la perte des possessions judéennes dans la Shéfélah. Il restaure un État prospère qui se développe en direction du nord du Néguev et de la mer Morte. Il est mentionné dans les annales d'Assarhaddon (Prisme B). 

## Récit biblique
Le Deuxième Livre des Rois le décrit comme un roi impie et impénitent, coupable de tout ce qui peut être fait contre le Dieu de ses pères, mais le Deuxième Livre des Chroniques ainsi que la Prière de Manassé décrivent sa conversion.
Selon le Deuxième Livre des Rois, Manassé rebâtit les lieux de culte païens que son père Ézéchias, à qui il a succédé, avait détruits. Il construisit des autels au dieu phénicien Baal, et érigea un poteau sacré en l'honneur de la déesse Ashera, qu'il installa à l'intérieur du temple de Salomon. Là, il bâtit aussi des autels consacrés aux astres célestes. Il brûla son fils en sacrifice, et encouragea les pratiques de la nécromancie et de la sorcellerie. 
Manassé est comparé à Achab, un ancien roi d'Israël particulièrement impie, et est accusé d'avoir égaré son peuple en le rendant pire que les Amorrites. C'est pourquoi le Dieu d'Israël promet le sort de Samarie (anéantie un peu plus tôt) à Jérusalem, la capitale de son royaume.
Son fils Amon lui succède.

## Histoire
Manassé poursuit la politique de soumission inconditionnelle à l'Assyrie qu'Ézéchias son père avait dû mettre en place, l'Assyrie usant de ce vassal comme un État tampon face à l'Égypte. Cette soumission concerne tous les domaines tant économiques, militaires que cultuels ou religieux, ce qui lui vaudra l'anathème des auteurs deutéronomistes ultérieurs, qui le présentent dans le livre des Rois comme le pire des rois de Juda. Cette collaboration assure pourtant au royaume une longue période de stabilité et de relative prospérité. Il est même possible que certaines des réalisations les plus remarquables que la Bible hébraïque attribuent à Ézéchias soient l'œuvre de Manassé, telle la reconstruction de Lakish. De même, Israel Finkelstein et Neil Asher Silberman émettent l'idée que beaucoup de réalisations attribuées à Salomon (mise en place d'une administration, commerce international, prospérité) soit le fait de Manassé, le royaume de Juda n'étant pas assez évolué à l'époque de Salomon.